# カメラを止めるな!
『カメラを止めるな!』（カメラをとめるな!）は、2017年製作、公開の日本映画。監督&俳優養成スクール・ENBUゼミナールの《シネマプロジェクト》第7弾作品。監督・上田慎一郎にとっては初の劇場長編作品。全編96分。
略称は「カメ止め」。海外タイトルは『One Cut of the Dead』。2018年公開時のキャッチフレーズは「最後まで席を立つな。この映画は二度はじまる。」「無名の新人監督と俳優達が創ったウルトラ娯楽作」。
予算300万円のインディーズ映画ながら、SNSの口コミ効果で全国公開へと拡大し、国内及び海外の映画賞を数々受賞。2018年の邦画興行収入ランキング7位（31.2億円）というヒット作品となった。
のちにフランス版リメイク『キャメラを止めるな!』（原題：Coupez !、英題：Final Cut）がミシェル・アザナヴィシウス監督で製作され、日本では2022年7月に公開された。
Rotten Tomatoesの支持率100%の映画のうちの１つである。

## 概要
映画の前半37分間は作中劇であるB級ホラーテイストのゾンビドラマを上映し、後半の約60分間は一転して、そのドラマ制作に携わる人々をコメディタッチで描く疑似メイキングフィルムという構成になっている。予告編や公式サイトなどに掲載されているあらすじは前半部分のみで、観客は実際に作品を観てから後半部分の内容を知るという仕掛けになっている。
監督・上田慎一郎が2段構えの変わった構造の小演劇を見た際に着想を得て企画、プロットの執筆を開始。ENBUゼミナールに参加し、12人の役者が集まりワークショップした際に、設定を当て書きに変えクランクイン。冒頭の37分ワンカットのシーンは本当のトラブルと脚本としてのトラブルを混在させている。メインとなる廃墟の撮影は、水戸市フィルムコミッションが提供する芦山浄水場で6日間行われた。
2017年11月にシネマプロジェクトの中の一作として『きみはなにも悪くないよ』とともに新宿K's cinemaにて6日間限定でイベント上映。2018年6月から新宿K's cinemaおよび池袋シネマ・ロサの2館で単独劇場公開を開始。初日舞台挨拶にはフジテレビアナウンサー・笠井信輔が鑑賞に来ており、映画宣伝担当者の声を受け、飛び入りで司会を担当した。
公開当初は製作元のENBUゼミナールが配給を行っていたが、SNS上の口コミで評判が広がり、7月25日にアスミック・エースとの共同配給になることが発表された。8月以降、順次100館以上での上映拡大が行われ、全国累計上映館数は8月下旬時点で200館以上、10月上旬時点では300館以上となっている。最終的には353館で222万人を動員した。
2018年の新語・流行語大賞の30の候補の中に「カメ止め」がノミネートされ、年末の第69回NHK紅白歌合戦では郷ひろみが本作をイメージしたワンカット撮りで「GOLDFINGER '99」を歌った。

## あらすじ

### ストーリー前半
とある郊外の廃墟で、ゾンビものの自主映画の撮影が行われていた。その建物には、かつて日本軍が死体を蘇らせる実験をしていたという、忌まわしい都市伝説があった。
クライマックスシーンの撮影中、監督はヒロイン役の女優・千夏の演技に本物の恐怖が足りないと苛立ち、建物の屋上に血糊で禁忌のサインを描く。すると、カメラマンが血まみれのゾンビと化して、ほかの撮影スタッフも次々と犠牲になっていく。本物のゾンビの襲撃というリアリティを目にした監督は「アクション！カメラは止めない！」と叫び、逃げ惑う千夏たちを追いかけ、ハンディカメラで撮り続ける。
屋上に追いつめられた千夏は、ゾンビ化した恋人の首を斧ではね、ついには生身の監督にも刃を振り下ろす。唯一生き残った彼女は屋上に描かれた五芒星のサインの上で立ち止まり、惨劇の余韻に浸るように、返り血に濡れた顔で空を見上げる。
このラストシーンの後、ここまでの映像が、実は、ゾンビ映画専門チャンネルの開局記念番組として企画された「30分間生放送、カメラ1台でワンシーン・ワンカット撮影」というゾンビドラマ『ONE CUT OF THE DEAD』の映像であったこと、すなわち劇中劇であったことが明かされる。そして場面は、この撮影・放送より前の時間軸に遡る。

### ストーリー後半
放送1か月前、映像監督の日暮隆之はこの番組のオファーを受け、一度は断ったものの、娘の真央が好きな俳優が出演すると知り、監督を引き受ける。ヒロイン役は業界慣れしたアイドル女優、恋人役は理屈っぽいイケメン男優、脇役も一癖ある役者が揃い、生放送で放送事故を起こさぬよう、カメラマンや現場スタッフを交えて撮影手順のリハーサルを重ねた。
しかし、本番当日になって監督役とメイク役が交通事故でロケ地に到着せず、芝居経験のある日暮と妻の晴美が代役を演じることになる。だが、本番が始まってからも予期せぬトラブルが続出していく。
カメラマン役やマイクマン役が勝手な行動をとり、撮影隊のカメラマンは持病の腰痛で動けなくなり、メイク役の晴美は芝居にのめり込んで暴走する。その都度、役者のアドリブで間を繋ぎ、裏方の指示で台本のシーンを飛ばしたりして、何とかストーリーを進行していく。見学に来ていた真央もスタッフに加わり、普段は見ることのできない日暮の映像作家としての気概に触れる。
そして迎えた屋上のラストシーンも、カメラクレーンの破損というトラブルが起きるが、スタッフ・役者一同が人間ピラミッドを組み、その頂上で真央がカメラを構えて予定のハイアングルカットを撮り、無事撮影を終了した。
この機転は、日暮が台本の裏に貼っていた家族写真を見て、真央が思いついたものだった。その写真の中では、カメラを手にした幼き日の真央が日暮に肩車され、ふたりで笑いあっていた。

## 登場人物

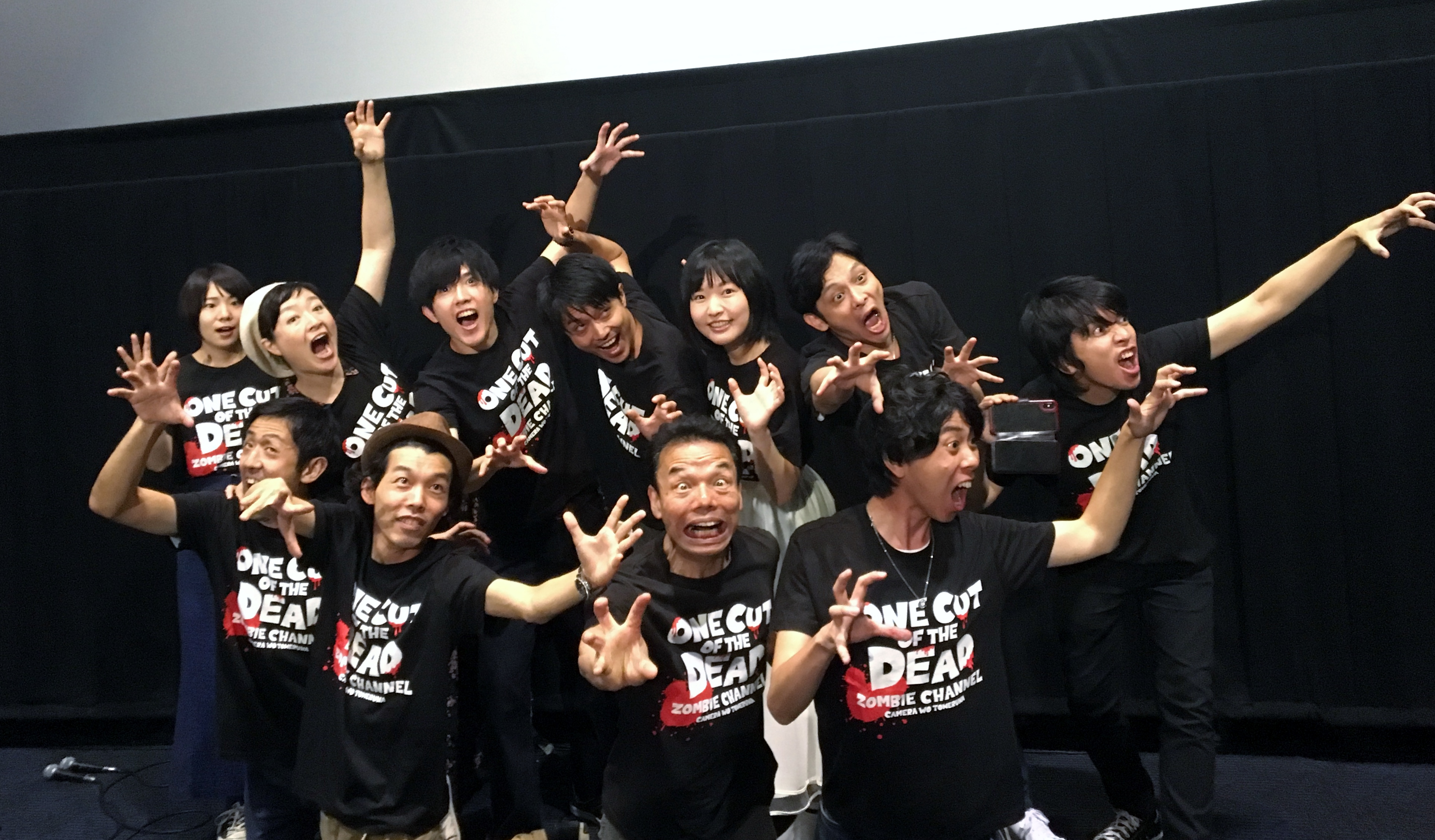
チネチッタでの舞台挨拶に登壇したキャストと監督

### 監督の家族
日暮隆之
演 - 濱津隆之
主人公。映像監督。バラエティ番組の再現ドラマやカラオケの背景映像などの仕事が主で、「速い」「安い」「質はそこそこ」な仕事を取り柄とする。
新規に開局するゾンビ映画専門テレビ局「ゾンビ・チャンネル」の開局記念企画として、約30分ノーカット生中継のゾンビドラマ『ONE CUT OF THE DEAD』の制作依頼を受ける。
妻と娘の3人暮らしで、娘を小さい頃から可愛がっている。
高校時代は演劇部に所属していた。
日暮真央
演 - 真魚（幼少期 : 左右田陽菜）
日暮監督の娘で大学生。バスケットボール部出身。父と同じ映像制作の世界に足を踏み出すが、妥協を許さないこだわりの強さとやる気が空回りしてなかなかうまくいかず、雇われてもすぐ解雇されてしまう。妥協を重ねる父の作品には興味がない様子。
神谷のファンで、晴美に誘われ父の制作現場に出向く。発想が柔軟で現場のハプニングにもとっさの機転で対応する。
年配の女性に対して口が悪いのが欠点で、感情的になると我を忘れて口調が荒くなる。
日暮晴美
演 - しゅはまはるみ
監督の妻。元女優だが、役に入り込みすぎる性格（芝居中に我を忘れて暴走してしまう）のために、事実上の業界追放ともいえる引退を余儀なくされた。以来、代わって打ち込めるものを探して多くの趣味に手を出すがどれも長続きしない。現在の趣味（護身術）は42番目の段階まで来ているなど、ある程度続いている。夫の仕事については、その台本を暗記するほどに読み込む、良き理解者である。

### 俳優
松本逢花
演 - 秋山ゆずき
ノーカットドラマ主演の女優役アイドル。決め台詞は「あいたんビーム」。「自分は構わないが事務所が」という口実で演出に複数のNGを出し「よろしくでーす」という気のないセリフで締めてしまう。
スピンオフドラマでは金髪の役を演ずる。
演ずる秋山はENBUゼミナール組ではなく、監督の上田の作品には3作目の出演となる、監督推薦のゲストとして本作品に参加。
神谷和明
演 - 長屋和彰
ノーカットドラマの男優役。かなりの売れっ子イケメン俳優である。役作りにおいては、リハーサルの段階から監督との議論も辞さないなど、自分の意見を強く持ちこだわりの強い性格。親から叩かれたこともない、いわゆる「今どき」の青年。
細田学
演 - 細井学
ノーカットドラマのカメラマン役。中年男性で日暮とは現場で長い付き合いがある。かわいがっている娘がいる。自称「最悪だけど面白い人生」をおくっている。アル中で、娘のために禁酒したが、結局は撮影場所に差し入れされた一升瓶を目にして飲んでしまう。
山ノ内洋
演 - 市原洋
ノーカットドラマの助監督役。メガネをかけている気弱な俳優。自身の出演シーンでは目立ちたいと考えている。あるものを浴び、絶叫する。
山越俊助
演 - 山﨑俊太郎
ノーカットドラマの録音マン役。監督助手に対して事前にメールで細かな条件を複数指定してくる面倒臭い性格。軟水しか飲めない胃腸虚弱体質で、硬水だと腹を下してしまう。体質により生じた状況で涙するなどナイーブな一面を持つ。
黒岡大吾
演 - イワゴウサトシ
ノーカットドラマの監督役。台本をよく読みこもうとしている。リハーサル中から後述の相田舞が人妻と知りながら不倫している。撮影当日、交通事故に巻き込まれたため撮影離脱。日暮が彼の代役を務める。
スピンオフドラマでは登場しない。
相田舞
演 - 高橋恭子
ノーカットドラマのメイク役。人妻で、生まれたばかりの赤ん坊（演 - 上田朔太郎）がいるが、前述の黒岩と不倫している。撮影当日、黒岡の車に乗車しており、交通事故に巻き込まれため撮影離脱。晴美が彼女の代役を務める。
スピンオフドラマでは登場しない。

### スタッフ
古沢真一郎
演 - 大沢真一郎
「ゾンビ・チャンネル」のラインプロデューサー。この企画の責任者だが、あくまで仕事は仕事として割り切る性格。出演者に差し入れを行うなどマメな一面もあるが、騒動を引き起こしてしまう。
笹原芳子
演 - 竹原芳子
「ゾンビ・チャンネル」のテレビプロデューサー。この企画の総責任者だが、性格は超適当。飄々とした業界人といった風情で、飲み会に行くことが好きな模様。
吉野美紀
演 - 吉田美紀
監督助手のスタッフ。いわゆる中堅AD。いつも帽子をかぶっている。概ね堅実な仕事ぶりであるが、とっさの状況に対する反応が柔軟とはいえない。
栗原綾奈
演 - 合田純奈
監督助手のスタッフ。いわゆる新米AD。稀に方言が出る。運動は苦手な模様。
松浦早希
演 - 浅森咲希奈
撮影助手のスタッフ。撮影手法に独自の考えを持っており、仕事に対する意欲が高い。
谷口智和
演 - 山口友和
撮影のスタッフ。弟子の松浦を一人前と認めておらず、松浦から提案された撮影手法に対し同意していない。腰痛持ちで、撮影中に転倒して動けなくなってしまう。
演ずる山口はシネマプロジェクト第7弾のもう1作品の監督・岡元雄作の推薦を受け本作品に参加。
藤丸拓哉
演 - 藤村拓矢
音響効果のスタッフ。関西弁。
演ずる藤村は山口と同じく岡元の推薦を受け本作品に参加。
温水栞
演 - 生見司織
特殊造形・特殊メイクのスタッフ。ベテラン。
その他のキャスト
鶴西AD
演 - つるにしこうき
久馬AD
演 - 久場寿幸
白丘AD
演 - 白岡優
テレビ局員
演 - 曽我真臣、諏訪ただゆき、服部無双、南有紗、下垣隼一、重田暁
Vシネ監督
演 - 眼鏡太郎
Vシネ子役
演 - ギラルド沙羅
子役の母
演 - 佐渡未来
Vシネスタッフ
演 - 萩原收、樋口大悟、坂川良、高橋守、熊田修、吉澤紫月
護身術インストラクター
演 - 森了蔵
護身術アシスタント
演 - 林奏絵
インタビュアー
声 - 小山修平
再現Vナレーション
声 - 滝川かずます
- この他、実際のスタッフがエキストラとして出演しているシーンがある。

## スタッフ
ENBUゼミナール単独配給時、アスミック・エース協力配給時、配信・BD/DVD収録版などで一部クレジットが異なる点がある。
| - 監督・脚本・編集：上田慎一郎 - 撮影・空撮：曽根剛 - 撮影助手：高橋基史 - 録音：古茂田耕吉 - 助監督：中泉裕矢 - 特殊造形・特殊メイク：下畑和秀 - 特殊造形助手：中村夏純 - ヘアメイク：平林純子 - ヘアメイク助手：山口友香、大貫茉央、小野さらさ - 衣装・タイトルデザイン：ふくだみゆき - 制作：吉田幸之助 - 音楽：永井カイル（ZIPANG ENTART） - 主題歌・メインテーマ作曲：鈴木伸宏&伊藤翔磨 - エンディング曲：「Keep Rolling」謙遜ラヴァーズ feat.山本真由美 | - 車輌：関晃、香月竜矢 - スチール：浅沼直也、池田泰造 - 共同原作：和田亮一、上田慎一郎 - 企画開発協力：荒木駿、大坪勇太（劇団PEACE） - Inspired by：「GHOST IN THE BOX!」（和田亮一/劇団PEACE） - 脚本指導：榎本憲男 - 整音：南裕貴弥 - VFX：神林裕介 - アソシエイトプロデューサー：児玉健太郎、牟田浩二 - プロデューサー：市橋浩治 - 制作プロダクション：PANPOKOPINA - 製作：ENBUゼミナール - 配給：アスミック・エース＝ENBU ゼミナール - 配給協力：SPOTTED PRODUCTIONS |

## 音楽
主題歌・メインテーマ作曲の鈴木は監督の上田の同郷の幼馴染。本映画公開後に主題歌・メインテーマ作曲の鈴木と伊藤の2人は「謙遜ラヴァーズ」というユニット名で活動を開始し、後述の音源配信、サウンドトラックCD発売などの際にはそのユニット名を使用しており、映画の配信版・BD/DVD版でも謙遜ラヴァーズの名義がクレジットされている。
監督の上田のリクエストにより、エンディング曲「Keep Rolling」はジャクソン5「I Want You Back（帰ってほしいの）」風の曲調に仕上がっている。劇場公開時は鈴木と伊藤が作曲、鈴木が作詞としてクレジットされていたが、配信版・BD/DVD版では作詞作曲が原曲のBerry Gordy Jr.、Deke Richards、Frederick James Perren、Alphonso James Mizellの4名、日本語詞として鈴木がクレジットされるように変更されている。
下記サウンドトラックCDの発売が決定する前の2018年7月6日より、メインテーマ「zombeat」と主題歌「Keep Rolling feat. 山本真由美」の2曲が各種音楽配信サイトにて単独で配信されている。主題歌「Keep Rolling」は音楽ストリーミングサービス・Spotifyの2018年8月30日付ウィークリーバイラルチャートで1位を獲得した。

### サウンドトラック
2018年9月7日発売。9月1日には上映館にて先行販売が行われた。
アナログEPジャケット仕様で、特典としてB2版変形両面ポスターが封入。
| #         | タイトル                                   | 作詞      | 作曲                       | 時間  |
| --------- | ------------------------------------------ | --------- | -------------------------- | ----- |
| 1.        | 「Climax」                                 | -         | Steven McDonald            | 1:42  |
| 2.        | 「Action!」                                | -         | Sergei Stern               | 1:25  |
| 3.        | 「Endroll」                                | -         | John Massari               | 1:50  |
| 4.        | 「zombeat」                                | -         | 謙遜ラヴァーズ             | 1:09  |
| 5.        | 「First Meeting」                          | -         | Den Kot                    | 1:22  |
| 6.        | 「Eye Drops」                              | -         | Kevin MacLeod              | 3:22  |
| 7.        | 「Drama Soundtrack」                       | -         | Kevin MacLeod              | 1:02  |
| 8.        | 「Rehearsal」                              | -         | Bhanupong Asatamongkolchai | 2:10  |
| 9.        | 「Movie Set」                              | -         | Antatcticbreeze            | 2:58  |
| 10.       | 「Waitng Room」                            | -         | Den Kot                    | 1:31  |
| 11.       | 「Zombie Make」                            | -         | Benny Hates                | 0:56  |
| 12.       | 「Monitor Room」                           | -         | Den Kot                    | 0:57  |
| 13.       | 「Zoom IN / OUT」                          | -         |                            | 1:17  |
| 14.       | 「Panic!!」                                | -         | 永井カイル                 | 3:00  |
| 15.       | 「Human Pyramid」                          | -         | Yasmine Mia Steele         | 2:13  |
| 16.       | 「Keep Rolling feat. 山本真由美」          | 鈴木伸宏  | 謙遜ラヴァーズ             | 3:08  |
| 17.       | 「Keep Rolling (Instrumental)」            | 鈴木伸宏  | 謙遜ラヴァーズ             | 3:09  |
| 18.       | 「Keep Rolling (上田監督合いの手Version)」 | 鈴木伸宏  | 謙遜ラヴァーズ             | 3:15  |
| 合計時間: | 合計時間:                                  | 合計時間: | 合計時間:                  | 36:26 |

### Pondemix
2019年3月8日発売。「スピンオフサウンドトラック」と銘打って謙遜ラヴァーズにより制作された。

## 作品の評価

### 観客による評価
映画レビューサイト・Filmarks（フィルマークス）が発表した「6月第4週公開映画の初日満足度ランキング」では第1位（平均スコア4.42点／5点満点、レビュー数70件）を記録した。また、同サイトの「2018年上半期 映画ランキング」では、レビュー数が500件以上1万件未満の作品を対象とした満足度ランキング第1位（平均スコア4.40点／5点満点）を記録した。
映画レビューサイト・cocoでは、2018年7月24日時点においてcoco映画レビュアー満足度100%を記録していた。
後述のTBSラジオ『アフター6ジャンクション』の「週刊映画時評ムービーウォッチメン」で取り上げられた際、リスナーから送られた感想メールは肯定的なものがほとんどで否定的なものは2通のみだった。番組内では肯定的な意見として「劇場全体が笑いであふれた」「伏線をきちんと回収していく脚本が見事、映画的な面白さも満載」などといった内容、否定的な意見として「つかみの部分が面白くなかったので、その後にいろいろと見せられても全く乗れなかった」「伏線回収というかただの後出しジャンケンなだけでは？」といった内容が紹介された。
CMサイトが運営するサイト・ランキングー!がアンケート集計した「2020年最新版!おすすめのゾンビ映画ランキングTOP20」では、4,435名中323票を集め、第2位となっており、「正統派じゃない、斬新さがおもしろかった」などどいった意見が集まっている。

### 批評家による評価
- 町山智浩は2018年5月8日放送のTBSラジオ『赤江珠緒 たまむすび』で本映画について「三谷幸喜を真似したら三谷幸喜よりも面白くなってしまった事故のような映画」と評した[57]。
- キネマ旬報は上野昻志、上島春彦、吉田伊知郎の映画評を掲載し、上野が星3つ（一見の価値はあり）の評価を付け、上島と吉田が満点となる星5つ（何をおいても必見）の評価を付けた。特に吉田は「不自由さを課して壮大な自由を獲得してみせたとんでもない才人監督の登場」と監督の上田を絶賛した[58]。
- 映画評論家としても活動するラッパーの宇多丸は、2018年7月6日放送のTBSラジオ『アフター6ジャンクション』「週刊映画時評ムービーウォッチメン」で本映画を取り上げ、「娯楽映画としてほぼ満点」と高評価だった[55]。

### 著名人による評価
役所広司
「素晴らしい映画でした。映画の隅々、皮も種も蔕も、素材のすべてが見事に料理され、心の籠った無駄のない大御馳走でした。監督、スタッフ、キャスト皆さんに拍手を送りたくなるような作品でした。」
斎藤工
「ちょっと待ってくれ 面白過ぎる やい 映画関係者達よ 邦画の現状・実状をやいのやいのと嘆く前にこの映画を観るべし 『カメラを止めるな！』の “角度” はそれら全ての答え（打開策）では無いだろうか」
指原莉乃
「カメラを止めるな！ 会う人全員にすすめてるんだけど誰もみてくれない。本当に元気でるから観に行って欲しい〜！内容とか調べずに。本当に面白いから〜〜！！！」
のん
「『カメ止め!』はキャスティングが完璧!と思いました。キャスト全員が無理なく役柄にぴったりハマっていて、出てくる登場人物たちを信じられたので、凄く観やすかったです。」
中川翔子
「よーーやくみにいけました!カメラを止めるな!最高。声出なんてしあわせだ。ゾンビ映画、、であり、映画、人間、ていいなと思える、もう1回観に行きたい!映画秘宝連載でイラストかきたい。人にオススメしたくなる作品。みんな最高だ!」
花江夏樹
「ロバートの山本さんにオススメされて『カメラを止めるな!』という映画を見に行きました。めちゃくちゃ面白かった!!死ぬほど面白かったので是非何も調べずに観に行ってみて下さい本当に面白かった!」
沢城千春
「高校の同級生 長屋和彰くんが出演している映画『カメラを止めるな!』を見に新宿へ!!いや～。めちゃくちゃ楽しかったまた上映されるといいな!!素敵な日になりました」
木村拓哉
「僕らの普段やっている現場について、皆さんに『こんな情熱があって、こんな嫌なことがあって』というのを恥ずかしい部分も割と全部伝えてくれている、すごくありがたい作品だったな」
西田尚美
「『カメラを止めるな』色んな人が面白い面白いとツイートしてるもんで、気になって、今日やっとこさ行けました。何これ。すっごい面白かった。面白かったから見終わってすぐパンフ買った。これから読む。楽しみ。上田監督の次回作、見たいです。」
水野美紀
「すごい。監督は完璧に観客の気持ちをコントロールしてるし、キャラの立った演者達は完璧に役割を全うしてる。映画館でこんなに笑ったの産まれて初めて。スタッフワークもすごい。まんまとこんなに愛おしい気持ちにさせられて、満ち足りた気分の帰り道。友だち誘ってもう一回観たい!」
本広克行
「面白い!傑作だから見逃すな!!って、なぜそう思ったかというとよくあるゾンビ映画かと思っていると展開にやられる。役者の匿名性や芝居の優劣が進行を予期できない。物語は構造であると言う事をしっかり証明している。そして、とてもとても映画愛に満ちているからだ。」
樋口真嗣
「『爆笑しながら泣いた!』『俺たち創り手が今一番観るべき映画!』」
犬童一心
「笑った。グッと来た。感動した。「ゾンビ映画」も21世紀にして、ここまでたどり着けた!ファミリーでもOK!」
吉田大八
「縁あって某月某日深夜、数百人のイタリア人たちと一緒に観ました。恐怖、笑い、歓声、拍手!また歓声、そして涙、最後にスタンディングオベーション!!......ぜんぜん盛ってません、ちょっと嫉妬はしたけど。」
白石晃士
「『カメラを止めるな!』満席立ち見のシネマスコーレで見ました。めっちゃ面白かったです!これは確かに、凄い。興行のウルトラ大成功(進行中)も含め、色々と今後の参考にさせてもらいます。」
楠野一郎
「映画が始まると同時に笑いのツボをつく違和感に次ぐ違和感。笑いをかみ殺すのに必死の前半を経たところで、既に誰もがこの映画の沼にはまってしまってるはず。そこから先は笑いをかみ殺すなど到底無理!笑いすぎてお腹痛いあげく、あれ、何で泣いてるんだ俺?」
柏原寛司
「傑作!まず脚本が見事。いろいろな伏線が後半すべて生き、「なるほど!」と思わせるのは素晴らしく、登場人物のキャラクター設定も実に上手い。今年の作品賞、監督賞、脚本賞、主演女優賞はこの映画に決定!」
金子修介
「『カメラを止めるな』ポスターでは前田敦子と山崎貴が出てるのか、と思わせ...山崎貴は冗談だが、マエアツはどうして出てるんだろうと思っていたが別人で、全く知ってる俳優はいないが、結構それを逆手に取って工夫されて面白く作られている。」
村上賢司
「『カメラを止めるな!』をやっと観る。なるほど、語ればすべてはネタバレになるメタ映画であったがそんな計算的なことだけでなく、登場するキャラクターをなにより愛おしく感じることができる作品でした。楽しい映画というよりは、嬉しい映画。ヒロインはホットパンツで血まみれ。監督、わかってます。」
立川志らく
「話題の「カメラを止めるな」をユーロスペースで観た。ゾンビ博士の私だからかなりハードルを上げてみたが、素晴らしい。この映画を作った人の才能に嫉妬する。ゾンビ映画だからと敬遠したらダメ。ゾンビと思わず見て欲しい。300万の予算の映画だが先日観たジュラシックワールドの何倍も好き。」
品川ヒロシ
「ゾンビ映画を1カットの長回しで撮る挑戦的な映画と思って見ていたら、それだけじゃなかった。ただのゾンビ映画じゃない。何を言ってもネタバレになってしまうので、とても褒めるのが難しいですが、1つ言えるのはメチャクチャおもしろい映画ってことです。」
ビートたけし
「最初は蛭子能収のようなへたうまだと思っていたけれど、見直したら相当大変な計算をしている。次回作も見事な作品をつくると思う」
押井守
「どう考えてもみんなで楽しく見る映画ですよね。僕はモニターで見たけど、あの映画は友だち同士で見て盛り上がる映画でしょう。だから、当たったんですよ。」
鈴木みそ
「「カメラを止めるな!」平日昼間なのに満員立ち見でびっくりした。映画というより演劇の舞台を見たような印象。周りの客の笑いから、相当数のリピーターがいることもわかった。見た人と話をしたくなる映画だね。」
奥浩哉
「カメラを止めるな!、観て来ました。伏線回収の数々にクスッときました。頑張って作ってる感じがしました。」
諫山創
「おもしろい映画を作るために重きを置くべきはお金でも有名な俳優でもなくセンスと情熱であるということが立証されたような爽快感がありました」
新海誠
「映画はもう抜群に面白くて、観客の反応も鮮やかで、ああ自分もとにかく楽しい映画が作りたいと、悔しかったり感動したりでした。がんばらないとなあ」
水島精二
「カメラを止めるなをようやく見てきたよ。なるほど!面白い＼(^o^)／」
水島努
「「カメラを止めるな!」をシネマロサで観ました。なんだか自分も頑張らなきゃ、と思えるかわいくて素晴らしい映画でした。最後に舞台挨拶があって、嬉しびっくり。」
本郷みつる
「「カメラを止めるな!」を鑑賞、私の周りで大ヒット中～(^ ^)有名な俳優はいなくても脚本に工夫があり、映画愛がある!口コミで広がっています。私が行った回は満席でした(^ ^)」
イシグロキョウヘイ
「これは「愛」の物語ですね。人間への愛、仕事への愛、そして何より映画への愛。計算と偶然が複雑に絡んでおり、それでいてとても分かりやすく観やすい。この面白さはアニメじゃ中々作れないですよ...。くやしい!」
小笠原篤
「今日はTOHOシネマズ新宿にて「カメラを止めるな!」を鑑賞 監督・スタッフ・俳優が有能でした 笑ったw」

### 国外の評価
- ファンタジア国際映画祭で上映された本作について、アメリカの映画批評サイトでも批評が掲載されている。インディワイヤー（英語版）は「『ショーン・オブ・ザ・デッド』（2004年）以来で最高のゾンビコメディ」と評して「A-」の評価を付けた[87]。ホラージャンルを取り扱うブラッディ・ディスガスティングは、低予算ホラー映画の情熱と笑いを感じられる革新的なゾンビコメディと評しつつも中盤のテンポの悪さを指摘し、5点満点中3.5点とした[88]。
- 英語圏の映画レビュー集計サイトのRotten Tomatoesでは、2020年5月時点において83本のレビューが掲載されており、100%が肯定的に評価し、評価の平均点は10点満点中8.57点である[89]。同サイトによる「優秀な映画2019」ランキングでは3位にランクインしている[90]。
- アメリカの映画監督のジェームズ・ガンは、本作を「この10年間で見た最高の映画の一つ」と高評価している[91]。2020年3月、新型コロナウイルス感染症の流行の際に「自主隔離の機会にストリーミングで見るべき隠れた名作映画10本」としてガンが挙げたリストの中にも本作が含まれていた。リストでは「楽しみが半減してしまうので解説は控えるが、ゾンビと映画作りを愛する人なら絶対に気に入るはず」と紹介している[92]。
- ゾンビコメディ映画『ショーン・オブ・ザ・デッド』などで知られるイギリスの映画監督のエドガー・ライトも自身のTwitterで本作を好評価している[93]。
- ホラー小説『シャイニング』などで知られるアメリカの小説家のスティーヴン・キングはポール・G・トレンブレー（英語版）からの紹介で2020年に本作を鑑賞し、「もしあなたが“ゾンビが暴れる系”の映画を全て見たと思っているなら、それは間違い。オリジナリティがありとても楽しかった」と自身のTwitterで本作を称賛している[94][95]。

### 受賞歴
| 発表年 | 賞                                                          | 部門                                                      | 対象                                                      | 結果       |
| ------ | ----------------------------------------------------------- | --------------------------------------------------------- | --------------------------------------------------------- | ---------- |
| 2018   | ゆうばり国際ファンタスティック映画祭2018                    | ゆうばりファンタランド大賞 (観客賞)                       | カメラを止めるな!                                         | 受賞       |
| 2018   | ゆうばり叛逆映画祭2018                                      | 特殊効果賞                                                | ワン カット オブ ザ デッド                                | 受賞       |
| 2018   | ゆうばり叛逆映画祭2018                                      | 優秀作品賞                                                | ワン カット オブ ザ デッド                                | 受賞       |
| 2018   | 第10回TAMA映画賞                                            | 特別賞                                                    | 上田慎一郎監督及びスタッフ・キャスト一同                  | 受賞       |
| 2018   | 日経トレンディ「ヒット商品ランキング」                      | 2018年ヒット商品ベスト30                                  | カメラを止めるな!                                         | 30位       |
| 2018   | 2018ユーキャン新語・流行語大賞                              | ノミネート30語                                            | カメ止め                                                  | ノミネート |
| 2018   | 第31回小学館DIMEトレンド大賞                                | レジャー・エンタテインメント賞                            | カメラを止めるな!                                         | 受賞       |
| 2018   | 第6回Webグランプリ                                          | Web人部門 Web人 of the year                               | 上田慎一郎                                                | 受賞       |
| 2018   | ネット流行語大賞2018                                        | ネット流行語大賞 候補ワード                               | カメラを止めるな!/カメ止め/カメ止め現象                   | ノミネート |
| 2018   | 第23回新藤兼人賞                                            | プロデューサー賞                                          | 市橋浩治、上田慎一郎、豊島雅郎                            | 受賞       |
| 2018   | 第43回報知映画賞                                            | 特別賞                                                    | カメラを止めるな!                                         | 受賞       |
| 2018   | 第43回報知映画賞                                            | 作品賞・邦画                                              | カメラを止めるな!                                         | ノミネート |
| 2018   | 第43回報知映画賞                                            | 監督賞                                                    | 上田慎一郎                                                | ノミネート |
| 2018   | 第43回報知映画賞                                            | 新人賞                                                    | 上田慎一郎                                                | ノミネート |
| 2018   | 第36回ゴールデングロス賞                                    | 全興連特別賞                                              | カメラを止めるな!                                         | 受賞       |
| 2018   | 第40回ヨコハマ映画祭                                        | 日本映画ベストテン                                        | カメラを止めるな!                                         | 5位        |
| 2018   | 第40回ヨコハマ映画祭                                        | 審査員特別賞                                              | 「カメラを止めるな!」公開に係る全てのムーブメント、関係者 | 受賞       |
| 2018   | 第31回日刊スポーツ映画大賞・石原裕次郎賞                    | 石原裕次郎賞                                              | カメラを止めるな!                                         | 受賞       |
| 2018   | 第31回日刊スポーツ映画大賞・石原裕次郎賞                    | 作品賞                                                    | カメラを止めるな!                                         | ノミネート |
| 2018   | 第31回日刊スポーツ映画大賞・石原裕次郎賞                    | 監督賞                                                    | 上田慎一郎                                                | ノミネート |
| 2018   | 第31回日刊スポーツ映画大賞・石原裕次郎賞                    | 新人賞                                                    | 上田慎一郎                                                | ノミネート |
| 2018   | goo 2018年検索ランキング                                    | 「映画」カテゴリ                                          | カメラを止めるな                                          | 5位        |
| 2018   | 2018年日経MJヒット商品番付                                  | 西前頭                                                    | カメラを止めるな!                                         | 受賞       |
| 2018   | Google 2018年検索ランキング（日本）                         | 「映画」部門                                              | カメラを止めるな                                          | 1位        |
| 2018   | エル シネマアワード 2018                                    | エル シネマ大賞                                           | カメラを止めるな!                                         | 13位       |
| 2018   | 第64回高知県民が選ぶ映画ベストテン                          | 日本映画部門                                              | カメラを止めるな!                                         | 2位        |
| 2018   | #Twitterトレンド大賞 2018                                   | #Twitterトレンド大賞 Top20                                | カメラを止めるな                                          | 19位       |
| 2019   | 2018年度映画野郎ベストテン                                  | ベストテン                                                | カメラを止めるな!                                         | 1位        |
| 2019   | 2018年日本映画ペンクラブ賞                                  | 2018年度日本映画ペンクラブ会員選出ベスト映画 日本映画部門 | カメラを止めるな!                                         | 2位        |
| 2019   | Filmarks「BEST FILM of 2018」                               | 投票結果ランキング                                        | カメラを止めるな!                                         | 29位       |
| 2019   | 第9回ロケーションジャパン大賞                               | 監督賞                                                    | 上田慎一郎                                                | 受賞       |
| 2019   | 第61回ブルーリボン賞                                        | 作品賞                                                    | カメラを止めるな!                                         | 受賞       |
| 2019   | 第61回ブルーリボン賞                                        | 監督賞                                                    | 上田慎一郎                                                | ノミネート |
| 2019   | 2018年度映画秘宝「ベスト&トホホ10」                         | ベスト10                                                  | カメラを止めるな!                                         | 1位        |
| 2019   | 2019年 エランドール賞                                       | プロデューサー賞（田中友幸基金賞）奨励賞                  | 上田慎一郎、市橋浩治                                      | 受賞       |
| 2019   | 第73回毎日映画コンクール                                    | 監督賞                                                    | 上田慎一郎                                                | 受賞       |
| 2019   | 第73回毎日映画コンクール                                    | 脚本賞                                                    | 上田慎一郎                                                | ノミネート |
| 2019   | 第73回毎日映画コンクール                                    | 撮影賞                                                    | 曽根剛                                                    | ノミネート |
| 2019   | 2018年度映画芸術「日本映画ベスト&ワースト」                 | ワーストテン                                              | カメラを止めるな!                                         | 3位        |
| 2019   | 第28回東京スポーツ映画大賞                                  | 監督賞                                                    | 上田慎一郎                                                | 受賞       |
| 2019   | 第28回東京スポーツ映画大賞                                  | 新人賞                                                    | しゅはまはるみ                                            | 受賞       |
| 2019   | 第28回東京スポーツ映画大賞                                  | 作品賞                                                    | カメラを止めるな!                                         | ノミネート |
| 2019   | 第28回東京スポーツ映画大賞                                  | 主演男優賞                                                | 濱津隆之                                                  | ノミネート |
| 2019   | 第28回東京スポーツ映画大賞                                  | 助演女優賞                                                | しゅはまはるみ                                            | ノミネート |
| 2019   | おおさかシネマフェスティバル2019                            | ワイルドバンチ賞                                          | カメラを止めるな!                                         | 受賞       |
| 2019   | おおさかシネマフェスティバル2019                            | 日本映画 作品賞ベストテン                                 | カメラを止めるな!                                         | 7位        |
| 2019   | 第92回キネマ旬報ベスト・テン                                | 読者選出 日本映画ベスト・テン                             | カメラを止めるな!                                         | 2位        |
| 2019   | 第23回日本インターネット映画大賞                            | 日本映画作品賞                                            | カメラを止めるな!                                         | 1位        |
| 2019   | 第23回日本インターネット映画大賞                            | 日本映画監督賞                                            | 上田慎一郎                                                | 受賞       |
| 2019   | ビデオ屋さん大賞2018                                        | トップ10                                                  | カメラを止めるな!                                         | 1位        |
| 2019   | 2018年度 全国映連賞                                         | 特別賞                                                    | 「カメラを止めるな!」監督、スタッフ、キャスト             | 受賞       |
| 2019   | 2018年度 全国映連賞                                         | 日本映画ベストテン                                        | カメラを止めるな!                                         | 3位        |
| 2019   | 平成胃痛大賞                                                | 文化芸能部門                                              | 「カメラを止めるな!」の逆転劇                             | ノミネート |
| 2019   | 第42回日本アカデミー賞                                      | 最優秀編集賞                                              | 上田慎一郎                                                | 受賞       |
| 2019   | 第42回日本アカデミー賞                                      | 話題賞 作品部門                                           | カメラを止めるな!                                         | 受賞       |
| 2019   | 第42回日本アカデミー賞                                      | 優秀作品賞                                                | カメラを止めるな!                                         | 受賞       |
| 2019   | 第42回日本アカデミー賞                                      | 優秀監督賞                                                | 上田慎一郎                                                | 受賞       |
| 2019   | 第42回日本アカデミー賞                                      | 優秀脚本賞                                                | 上田慎一郎                                                | 受賞       |
| 2019   | 第42回日本アカデミー賞                                      | 優秀主演男優賞                                            | 濱津隆之                                                  | 受賞       |
| 2019   | 第42回日本アカデミー賞                                      | 優秀撮影賞                                                | 曽根剛                                                    | 受賞       |
| 2019   | 第42回日本アカデミー賞                                      | 優秀音楽賞                                                | 鈴木伸宏、伊藤翔磨、永井カイル                            | 受賞       |
| 2019   | 第42回日本アカデミー賞                                      | 優秀録音賞                                                | 古茂田耕吉                                                | 受賞       |
| 2019   | デジタル・コンテンツ・オブ・ジ・イヤー'18/第24回AMDアワード | 優秀賞                                                    | カメラを止めるな!                                         | 受賞       |
| 2019   | 第59回日本映画監督協会新人賞                                | 新人賞                                                    | 上田慎一郎                                                | 受賞       |
| 2019   | 第38回藤本賞                                                | 藤本賞・新人賞                                            | 上田慎一郎                                                | 受賞       |
| 2019   | 第28回日本映画批評家大賞                                    | 新人男優賞（南俊子賞）                                    | 濱津隆之                                                  | 受賞       |

| 発表年 | 賞                                                    | 部門                                       | 対象              | 結果       |
| ------ | ----------------------------------------------------- | ------------------------------------------ | ----------------- | ---------- |
| 2018   | ウディネ・ファーイースト映画祭2018                    | 観客賞                                     | カメラを止めるな! | 2位        |
| 2018   | ファンタスポア2018                                    | インターナショナルコンペ部門 最優秀作品賞  | カメラを止めるな! | 受賞       |
| 2018   | 第17回ニューヨーク・アジアン映画祭                    | 観客賞                                     | カメラを止めるな! | 2位        |
| 2018   | 第22回富川国際ファンタスティック映画祭                | ヨーロッパ審査員特別賞 (EFFFF Asian Award) | カメラを止めるな! | 受賞       |
| 2018   | 第22回ファンタジア国際映画祭                          | Best Asian Feature Film部門 観客賞         | カメラを止めるな! | 2位        |
| 2018   | 第22回ファンタジア国際映画祭                          | 審査員特別賞                               | カメラを止めるな! | 受賞       |
| 2018   | バツ映画祭 Vol.1                                      | 観客賞                                     | カメラを止めるな! | 2位        |
| 2018   | ロサンゼルス日本映画祭2018                            | 最優秀賞作品賞 (Best Picture)              | カメラを止めるな! | 受賞       |
| 2018   | MOTEL/X リスボン国際ホラー映画祭2018                  | 観客賞                                     | カメラを止めるな! | 受賞       |
| 2018   | ファンタスティック・フェスト2018                      | ホラー部門 最優秀監督賞                    | 上田慎一郎        | 受賞       |
| 2018   | ファンタスティック・フェスト2018                      | 観客賞                                     | カメラを止めるな! | 受賞       |
| 2018   | カメラジャパン・フェスティバル2018                    | 観客賞                                     | カメラを止めるな! | 受賞       |
| 2018   | 第51回シッチェス・カタロニア国際映画祭                | Blogos de Oro賞 特別賞                     | カメラを止めるな! | 受賞       |
| 2018   | TOHorror映画祭2018                                    | 長編部門 最優秀作品賞                      | カメラを止めるな! | 受賞       |
| 2018   | TOHorror映画祭2018                                    | 長編部門 観客賞                            | カメラを止めるな! | 受賞       |
| 2018   | 第9回ラ・ロッシュ＝シュル＝ヨン国際映画祭             | ニューウェーブ特別賞                       | カメラを止めるな! | 受賞       |
| 2018   | 第4回ヴヴェイ国際ファニー映画祭                       | 長編部門 金賞 (VIFFF d’Or 2018)            | カメラを止めるな! | 受賞       |
| 2018   | 第29回サン・セバスティアン・ホラー&ファンタジー映画祭 | 長編部門 観客賞                            | カメラを止めるな! | 受賞       |
| 2018   | 第32回リーズ国際映画祭                                | フィクション長編部門 観客賞                | カメラを止めるな! | 2位        |
| 2018   | モルビド映画祭2018                                    | 国際長編部門 ウッデン・スカル賞            | カメラを止めるな! | 受賞       |
| 2018   | 第22回トロント・リールアジアン国際映画祭              | 観客賞                                     | カメラを止めるな! | 受賞       |
| 2018   | 第28回ファンシネ・マラガファンタスティック映画祭      | Cencerro Award 2018                        | カメラを止めるな! | 受賞       |
| 2018   | 第5回アジアン・ポップアップ・シネマ                   | 観客賞                                     | カメラを止めるな! | 受賞       |
| 2019   | 第13回アジア・フィルム・アワード                      | 新人監督賞                                 | 上田慎一郎        | ノミネート |
| 2019   | 第13回KINOTAYO現代日本映画祭                          | ソレイユ・ドール（観客賞）                 | カメラを止めるな! | 受賞       |
| 2019   | パニック・フェスト2019                                | 長編部門 観客賞                            | カメラを止めるな! | 受賞       |
| 2019   | 第8回サバデル・ホラー映画祭                           | Blogos de Oro賞 最優秀長編作品賞           | カメラを止めるな! | 受賞       |
| 2019   | 第8回サバデル・ホラー映画祭                           | 観客賞 最優秀長編作品賞                    | カメラを止めるな! | 受賞       |
| 2019   | イマジン映画祭2019                                    | シルバー・スクリーム賞（観客賞）           | カメラを止めるな! | 受賞       |
| 2019   | 第37回ブリュッセル国際ファンタスティック映画祭        | 観客賞                                     | カメラを止めるな! | 受賞       |
| 2019   | 第25回ビルバオ・ファンタジー映画祭（FANT 2019）       | 観客賞                                     | カメラを止めるな! | 受賞       |
| 2019   | 第25回ビルバオ・ファンタジー映画祭（FANT 2019）       | 特別脚本賞                                 | カメラを止めるな! | 受賞       |

## 興行成績
- 拡大上映が行われた直後の2018年8月7日時点で、すでに興行収入が1億7000万円を突破している[178]。
- 単独公開当初、観客動員数は5,000人を目標としていたが[179]、同年8月31日時点で累計100万人[180]、10月20日時点で累計200万人を突破した[181]。
- 同年9月2日までの累計興行収入は16億2879万円[182]。
- 同年9月16日までの累計興行収入は21億円を突破している[183]。
- 同年11月13日までの累計興行収入は30億円を突破している[184]。

|                              | 週末ランキング | 備考                                          |
| ---------------------------- | -------------- | --------------------------------------------- |
| 1週目の週末 (6月23日-24日)   | 圏外           |                                               |
| 2週目の週末 (6月30日-7月1日) | 圏外           |                                               |
| 3週目の週末 (7月7日-8日)     | 圏外           |                                               |
| 4週目の週末 (7月14日-15日)   | 圏外           | ミニシアターランキング3位                     |
| 5週目の週末 (7月21日-22日)   | 圏外           | ミニシアターランキング1位                     |
| 6週目の週末 (7月28日-29日)   | 圏外           | ミニシアターランキング1位                     |
| 7週目の週末 (8月4日-5日)     | 10位           | ミニシアターランキング1位                     |
| 8週目の週末 (8月11日-12日)   | 圏外           | 動員11位、興収9位だったことが報じられている。 |
| 9週目の週末 (8月18日-19日)   | 8位            |                                               |
| 10週目の週末 (8月25日-26日)  | 6位            |                                               |
| 11週目の週末 (9月1日-2日)    | 6位            |                                               |
| 12週目の週末 (9月8日-9日)    | 6位            |                                               |
| 13週目の週末 (9月15日-16日)  | 8位            |                                               |
| 14週目の週末 (9月22日-23日)  | 7位            |                                               |
| 15週目の週末 (9月29日-30日)  | 7位            |                                               |
| 16週目の週末 (10月6日-7日)   | 10位           |                                               |
| 17週目の週末 (10月13日-14日) | 10位           |                                               |
| 18週目の週末 (10月20日-21日) | 圏外           | 11位だったことが報じられている。              |

## 権利をめぐる騒動
劇団側の主張
本映画の着想の元となった舞台『GHOST IN THE BOX!』を公演した劇団PEACEの主宰を務めていた和田亮一が、本映画の著作権は自身と劇団側にあると告発した記事が、2018年8月21日発売の週刊誌『FLASH』に掲載された。
和田は本映画の鑑賞当初は「全然別物になっていた」「あの頃作ってた作品がこんな感じで命を与えられてて、本当にうれしかった」と好意的な感想を綴っていたが、その後、原作者として自身の名前を入れてほしいと申し入れた。そのため、8月の拡大公開時より「原案」として舞台名がクレジットされ、special thanksとして和田の名前が入るようになったが、和田の主張はあくまで「原作」であったため申し入れが拒否されたと週刊誌に告発した。
映画製作側の主張
製作元のENBUゼミナールは週刊誌が発売されると映画公式サイト上で即日声明を出し、ストーリーは舞台と全く別物であり、法的に著作権侵害が生じていることはない旨を発表し、監督・脚本の上田慎一郎も自身のツイッターで「舞台から着想を得た上で自身が脚本・監督・編集して作ったオリジナル作品だと思っている」と発言した上で、「和田や劇団側の主張にも耳を傾け、円満な解決を目指したい」と発言した。
上田は製作時の段階で舞台の作家側に快諾をもらった旨を綴っており、企画開発協力として当時の舞台出演者の名前もクレジットしていた。公開後も各種インタビューで舞台から着想を得たことを公言していたが、「原作」とまでは言えないとの考えであった。
『GHOST IN THE BOX!!』のDVD発売中止
和田の権利主張が表に出たのち、谷内田彰久企画プロデュース、梶原涼晴舞台監督のもと『GHOST IN THE BOX!!』の映像化が企画され、映像ソフト用に2018年に舞台の録画が行われた。新録のキャストには布施勇弥らが名を連ね、本映画の主演・濱津隆之がかつてお笑いコンビを組んでいたときの相方である木場光勇も参加していた。なお、公演当時の劇団PEACE関係者はおらず、権利表記は「©2018 RYOUICHI WADA/CINE-C」となっていた。
この映像は同年10月10日にDVDソフトとしての発売が告知され、発売元・cine-c、販売元・アルバトロスより12月5日に発売が予定されていたが、発売予定日の約1か月前に突如として発売の中止が発表された。
発売中止の理由として、販売元のアルバトロスは「原権利者・和田亮一から発売中止の申し入れがあったことに伴い、発売元のcine-cからも発売中止の申し入れがあったため」と説明し、また、発売元のcine-cは「映画との問題を解決してからにする方が良いのではないかと協議を重ねた結果」と説明している。
和解により解決
同年11月30日に和田は自身のTwitterを更新し、本件について日本とアメリカの弁護士チームと共に引き続き協議中であることを報告している。また、上田も翌年1月掲載の日刊ゲンダイの記事内で、本件についてはまだ決着がついていないので一切回答できない旨を述べている。
2019年2月27日、和田亮一と上田慎一郎のそれぞれのオリジナル性を互いに尊重したクレジット表記（共同原作：和田亮一・上田慎一郎、企画開発協力：荒木駿・大坪勇太（劇団PEACE）、Inspired by：「GHOST IN THE BOX!」（和田亮一/劇団PEACE）の3つ）にすることが映画公式サイトにて発表され、和田と上田とプロデューサーの市橋浩治のコメントも掲載された。
これらの都合から、一部のスタッフクレジットが公開時期や媒体によって変更されている。

## 関連映像作品

### ハリウッド大作戦!
2019年1月31日、カメラを止めるな!初のスピンオフドラマをネスレ日本株式会社提供のもと制作されることが決定。オリジナルキャスト、主要オリジナルスタッフが再結集する。2019年3月2日、AbemaTV独占配信。オリジナル監督の上田は製作総指揮と脚本を担当。オリジナルでは助監督だった中泉裕矢が監督を務める。ネスレ日本のブランデッドムービーにもなっており、キャストが出演するCMが制作されていたり、作中にバリスタで抽出したコーヒーを飲むシーンがあったりする。
3月2日の配信後は、3月8日・9日に再配信が行われ、3月20日までAbemaビデオで無料配信。また、3月10日から4月30日まではスポンサーであるネスレ日本のサイト「ネスレアミューズ」でも視聴が可能となっている。
3月21日からは、シネマ・ロサ（池袋）にて2週間限定での上映も行われた。なお、同館では2月28日に行われた当作品の完成披露試写会の劇場でもある。また、シネマ・ロサでの上映を皮切りに、チネチッタ（川崎市）、元町映画館（神戸市）、出町座（京都市）、塚口サンサン劇場（尼崎市）といった映画館でも期間限定の上映が行われた。
主演は日暮真央役の真魚。映画と同じく日暮隆之役の濱津隆之が主演ではないのは、スピンオフではなくまるで正当な続編『カメラを止めるな!2』のようになってしまう恐れがあったため別の人物を主役にしようと脚本の上田慎一郎が考えたためである。妻の晴美役のしゅはまはるみか娘の真央役の真魚のどちらかを主演にしようと考えたところ、しゅはまより真魚の方が比較的スケジュールが空いていたため、真魚が主演に抜擢されることになった。

#### あらすじ（スピンオフドラマ）
業界で評判となった『ONE CUT OF THE DEAD』の放映から半年後、「ゾンビ・チャンネル」は再度日暮監督にノーカット生放送のゾンビドラマ撮影をオファーする。今度はスポンサー企業がつき、撮影は映画の都ハリウッドで行うことに。そして『ONE CUT OF THE DEAD』のキャストとスタッフが再び集結する、のだが。

#### 追加登場人物
ジョー
演 - ド・ランクザン望
「ONE CUT OF THE DEAD in HOLLYWOOD -悪夢再び!-」に出演する外国人俳優。真央の恋人。
トム
演 - チャールズ・グラバー
「ONE CUT OF THE DEAD in HOLLYWOOD -悪夢再び!-」に出演する外国人。晴美が通うGLOVER英語教室の講師である。
その他のキャスト（劇中劇エキストラ・スタッフなど）
- 芦原健介、髙橋雄祐、綱島恵里香、吉岡優希、水野大絆、北野雄大、内山紘太朗、山口日明、加藤武蔵、田畑龍之左、川越美結、小南らな、谷手人、おみのじんや、Sufa、栁澤友規、松島圭志郎、寺田浩子、寺戸郁人、町田大和、大西美波、南部海人、堀越光貴、吉岡さやか、マーチン・デブスキー、バーク・オースティンナッシュ、モウジーン兼史、武光次郎、鯨井大洋、穂積りず、つぶたべりー、KT

#### スタッフ（スピンオフドラマ）
| - 製作総指揮・脚本：上田慎一郎 - 監督：中泉裕矢 - 企画：安藤達也、杉本卓 - エグゼクティブプロデューサー：市橋浩治、金子雅也 - プロデューサー：和田圭介、宮田幸太郎 - 音楽：鈴木伸宏、伊藤翔磨 - 撮影：曽根剛 - 撮影助手：高橋基史、パーク実咲季 - 録音：古茂田耕吉 - 特殊造形・メイク：下畑和秀 - 特殊メイク助手：土肥良成、一氏美保 - メイク応援：渡邊夏生、河上友美 | - 美術プロデューサー：木村文洋 - 美術：山口貴章 - 衣装：塩野谷由美 - ヘアメイク：高村三花子 - 編集：栗谷川純 - 助監督：唐川稔英 - スケジュール：加藤文明 - 制作担当：田山雅也 - 制作主任：清水泰貴 - 制作進行：小島好賜子 - 制作デスク：山咲藍 - タイトルデザイン：ふくだみゆき - 車輌：中野秀一、阪明 - 主題歌：「I love youは言えない」謙遜ラヴァーズ feat.浅森咲希奈 - 企画・製作：ENBUゼミナール、サイバーエージェント - 制作プロダクション：スタジオブルー - メディア協力：AbemaTV - 宣伝：サイバーエージェント - 提供：ネスレ日本株式会社 |

### リモート大作戦!
2020年4月13日、カメラを止めるな!の短編映画の制作を発表。新型コロナウイルス感染拡大の影響で全世界で外出自粛を余儀無くされていることから、ビデオ通話の画面や、キャスト自身のスマートフォンによる自撮りによる映像を監督の上田が受け取って編集を行うという、キャストとスタッフが一度も会わない「完全リモート」で制作する手法がとられている。
制作発表から18日後の同年5月1日に、「PANPOCOPINA」のYouTubeチャンネルで公開された。国外の視聴者からの声を受け、15日には英語字幕版『One Cut of the Dead Mission: Remote』が配信された。また、6月2日には韓国のファンが翻訳した韓国語字幕にも対応した。更に6月6日にはローマ日本文化会館の協力によりイタリア語字幕にも対応し、同日に同館主催でのオンライン上映会も行われた、
一般の人も参加できる企画として、SNS上でエンドロールダンスと「こちょこちょされて大笑いする映像」が募集され、前者は305人、後者は20人以上の映像が採用された。後者で採用された一般応募の中にはお笑いコンビ・ニッチェの2人も交ざっている。エンドロールダンスの振り付けはキャストの浅森咲希奈が担当し、募集期間には浅森本人によるレクチャー動画が投稿された。
本編の未公開映像、監督やキャストからのメッセージ動画は、クラウドファンディング「ミニシアター・エイド基金」の特典として提供される。
2020年8月9日に本編の再生数が100万回に到達し、それを記念して同日より主題歌「Your Operation」の楽曲配信が開始された。

#### あらすじ（短編映画）
新型ウイルスの感染拡大で外出自粛を余儀なくされている日本が舞台。自宅待機中の日暮監督のもとに、笹原、古沢の両プロデューサーからビデオ電話がかかってくる。その内容は再現ドラマの作成依頼だった。家から出られない中での撮影は無理だと渋る日暮だったが、スタッフキャスト全員、自宅から一歩も出ず、一度も会わず、完全リモートで作るように指示されるのであった。

#### スタッフ（短編映画）
- 監督・企画・脚本・編集：上田慎一郎
- プロデューサー：上田慎一郎、市橋浩治
- ラインプロデューサー：鈴木伸宏
- 制作：津上理奈、ふくだみゆき
- 音楽：鈴木伸宏、伊藤翔磨
- OPアニメーション：ふくだみゆき
- ビジュアルデザイン：リック
- エンドロールダンス振付：浅森咲希奈
- エンドロール編集：松本純弥
- 主題歌：「Your Operation」謙遜ラヴァーズ.feat村上杏奈/小西桃代/小林未沙/エモジエマ(Ott Jit)/キノリユノ(Ott Jit)
  - 主題歌ミックス＆マスタリング：山本真義
- SPECIAL THANKS：#リモ止め踊ってみた応募 の皆様、アスミック・エース、VAP、Rambling RECORDS、エイベックス・ピクチャーズ、ドワンゴ、村上幸将、安藤達也、杉本卓、羽渕梨捺、#リモ止めこちょこちょ応募 の皆様
- PR：フリーストーンプロダクションズ
- 制作：株式会社PANPOCOPINA
  - 制作協力：ENBUゼミナール

## テレビ放送
| 放送日         | 放送局                 | 放送時間（JST） | 放送枠          | 視聴率 | 備考 |
| -------------- | ---------------------- | --------------- | --------------- | ------ | --- |
| 2019年3月8日   | 日本テレビ             | 21:00 - 23:04   | 金曜ロードSHOW! | 11.9%  | テレビ初放送。 完全ノーカット放送、冒頭約40分CMなし。 副音声で監督キャストによる生コメンタリーを放送。 副音声の模様を映像付きでインターネット配信。                                                                     |
| 2019年4月7日   | テレビ大分             | 01:03 - 03:08   |                 |        | |
| 2019年4月17日  | 琉球放送               | 23:59 - 26:03   |                 |        | ノーカット放送、冒頭約40分CMなし。 |
| 2019年11月3日  | 日本映画専門チャンネル | 21:00 - 23:10   | 日曜邦画劇場    |        | 「「カメラを止めるな!」オールナイト ～「カメラを止めるな!」を止めるな!!～」と題して、 ソフト収録のオーディオコメンタリーver.と連続放送。                                                                                |
| 2019年11月3日  | 日本映画専門チャンネル | 23:10 - 25:00   |                 |        | 上田監督&キャスト&スタッフによる オーディオコメンタリー（わいわいver.） （テレビ初放送） |
| 2019年11月3日  | 日本映画専門チャンネル | 25:00 - 26:45   |                 |        | 上田監督&ふくだみゆき オーディオコメンタリー（じっくり語りver.） （テレビ初放送） |
| 2019年11月7日  | 日本映画専門チャンネル | 22:40 - 24:50   | 日曜邦画劇場    |        | |
| 2019年11月10日 | 日本映画専門チャンネル | 16:50 - 18:45   | 日曜邦画劇場    |        | |
| 2019年11月25日 | 日本映画専門チャンネル | 00:40 - 02:30   | 日曜邦画劇場    |        | 「「カメラを止めるな!」オールナイト ～「カメラを止めるな!」を止めるな!!～」と題して、 ソフト収録のオーディオコメンタリーver.と連続放送。                                                                                |
| 2019年11月25日 | 日本映画専門チャンネル | 02:30 - 04:15   |                 |        | 上田監督&キャスト&スタッフによる オーディオコメンタリー（わいわいver.） |
| 2019年11月25日 | 日本映画専門チャンネル | 04:15 - 06:00   |                 |        | 上田監督&ふくだみゆき オーディオコメンタリー（じっくり語りver.） |
| 2020年1月3日   | WOWOW                  | 21:00 - 22:45   |                 |        | 「新春メガヒットスペシャル「カメラを止めるな!」 放送記念オールナイト」と題した特集で、 『ハリウッド大作戦!』や 上田の別作品である『お米とおっぱい。』 『上田慎一郎ショートムービーコレクション』も 連続して放送された。 |
| 2024年3月11日  | NHK BS                 | 23:30 - 25:07   |                 |        | [ 225 ] |